# Aphyllorchis anomala
Aphyllorchis anomala är en orkidéart som beskrevs av Alick William Dockrill. Aphyllorchis anomala ingår i släktet Aphyllorchis och familjen orkidéer. Inga underarter finns listade i Catalogue of Life.